# Pierre Womé
Pierre Nlend Womé (Douala, 26 marzo 1979) è un ex calciatore camerunese, di ruolo difensore, direttore sportivo del Canon Sportif de Yaoundé.

## Carriera

### Giocatore

#### Club
Womé arriva in giovane età in Italia, acquistato dal L.R. Vicenza con cui fa il suo esordio in Serie A nella stagione 1996-1997, in Cagliari-Vicenza (2-1) del 16 marzo 1997. In quell'annata gioca 3 partite, così l'anno seguente si trasferisce in Serie B, alla Lucchese, dove nel campionato 1997-1998 segna 2 reti in 24 partite. Alla fine di quella stagione sarà convocato con il Camerun per i Mondiali di Francia '98. Torna nella massima serie italiana nella stagione successiva, acquistato dalla Roma. In giallorosso colleziona 8 presenze.
Dal 1999 al 2002 gioca nel Bologna, dove segna ogni anno un gol. Nelle due stagioni successive milita prima in Premier League con il Fulham e l'anno dopo nella Liga spagnola con l'Espanyol. Nella stagione 2004-2005 torna in Serie A, al Brescia, vivendo la retrocessione della squadra in Serie B. Si trasferisce quindi all'Inter nell'estate 2005. Con la squadra nerazzurra non riesce tuttavia a scendere in campo con continuità, dato che l'allenatore Roberto Mancini impiega spesso come titolare Giuseppe Favalli.
Dopo aver vinto lo scudetto, la Coppa Italia e la Supercoppa italiana, si trasferisce al Werder Brema, nella Bundesliga, con cui ha vinto la Coppa di Lega tedesca, e con cui, per lunghi tratti è stato in testa alla classifica della stagione 2006-2007. L'esperienza al Werder Brema si conclude a scadenza del contratto nel maggio 2008. Il giocatore svincolato viene ingaggiato dal Colonia. Nel 2012 si trasferisce a parametro zero al Cotonsport Garoua.

#### Nazionale
È stato convocato regolarmente dalla nazionale camerunese. Nella partita Egitto-Camerun (8 ottobre 2005), valevole per le qualificazioni a Germania 2006, fallì un calcio di rigore decisivo al 95', tiro che, se realizzato, avrebbe consentito ai Leoni Indomabili di partecipare al Mondiale. Dopo l'episodio Womé è stato vittima di minacce e attentati nel suo paese (gli è stata saccheggiata la casa, sfasciata l'auto e distrutto il negozio della compagna).
Nella finale del torneo olimpico del 2000 segnò il rigore che assegnò alla squadra africana il titolo olimpico.

### Dirigente
Alla fine di marzo 2017 viene nominato direttore sportivo della sua prima squadra il Canon de Yaoundé in Camerun.

## Statistiche

### Presenze e reti nei club
| Stagione             | Squadra              | Campionato           | Campionato | Campionato | Coppe nazionali | Coppe nazionali | Coppe nazionali | Coppe continentali | Coppe continentali | Coppe continentali | Altre coppe | Altre coppe | Altre coppe | Totale | Totale |
| Stagione             | Squadra              | Comp                 | Pres       | Reti       | Comp            | Pres            | Reti            | Comp               | Pres               | Reti               | Comp        | Pres        | Reti        | Pres   | Reti   |
| -------------------- | -------------------- | -------------------- | ---------- | ---------- | --------------- | --------------- | --------------- | ------------------ | ------------------ | ------------------ | ----------- | ----------- | ----------- | ------ | ------ |
| 1994                 | Canon Yaoundé        | E1                   | ?          | ?          | CC              | ?               | ?               | CdC                | ?                  | ?                  | -           | -           | -           | ?      | ?      |
| 1995                 | Canon Yaoundé        | E1                   | ?          | ?          | CC              | ?               | ?               | -                  | -                  | -                  | -           | -           | -           | ?      | ?      |
| 1996                 | Canon Yaoundé        | E1                   | ?          | ?          | CC              | ?               | ?               | CdC                | ?                  | ?                  | -           | -           | -           | ?      | ?      |
| 1996-1997            | Vicenza              | A                    | 3          | 0          | CI              | 0               | 0               | -                  | -                  | -                  | -           | -           | -           | 3      | 0      |
| 1997-1998            | Lucchese             | B                    | 24         | 2          | CI              | 1               | 0               | -                  | -                  | -                  | -           | -           | -           | 25     | 2      |
| 1998-1999            | Roma                 | A                    | 8          | 0          | CI              | 4               | 0               | CU                 | 5                  | 0                  | -           | -           | -           | 17     | 0      |
| 1999-2000            | Bologna              | A                    | 14         | 1          | CI              | 3               | 0               | CU                 | 3                  | 0                  | -           | -           | -           | 20     | 1      |
| 2000-2001            | Bologna              | A                    | 19         | 1          | CI              | 1               | 0               | -                  | -                  | -                  | -           | -           | -           | 20     | 1      |
| 2001-2002            | Bologna              | A                    | 13         | 1          | CI              | 3               | 0               | -                  | -                  | -                  | -           | -           | -           | 16     | 1      |
| Totale Bologna       | Totale Bologna       | Totale Bologna       | 46         | 3          |                 | 7               | 0               |                    | 3                  | 0                  |             | -           | -           | 56     | 3      |
| 2002-2003            | Fulham               | PL                   | 14         | 1          | FACup+CdL       | 1+2             | 0+0             | Int+CU             | 0+2                | 0+0                | -           | -           | -           | 19     | 1      |
| 2003-2004            | Espanyol             | PD                   | 26         | 1          | CR              | 0               | 0               | -                  | -                  | -                  | -           | -           | -           | 26     | 1      |
| 2004-2005            | Brescia              | A                    | 16         | 3          | CI              | 0               | 0               | -                  | -                  | -                  | -           | -           | -           | 16     | 3      |
| 2005-2006            | Inter                | A                    | 13         | 0          | CI              | 5               | 0               | UCL                | 8                  | 0                  | SI          | 0           | 0           | 26     | 0      |
| 2006-2007            | Werder Brema         | BL                   | 28         | 2          | CG+CdL          | 1+2             | 0+0             | UCL+CU             | 5+6                | 0+0                | -           | -           | -           | 42     | 2      |
| 2007-2008            | Werder Brema         | BL                   | 0          | 0          | CG+CdL          | 0+1             | 0+0             | UCL+CU             | 0+0                | 0+0                | -           | -           | -           | 1      | 0      |
| Totale Werder Brema  | Totale Werder Brema  | Totale Werder Brema  | 28         | 2          |                 | 4               | 0               |                    | 11                 | 0                  |             | -           | -           | 43     | 2      |
| 2008-2009            | Colonia              | BL                   | 18         | 0          | CG              | 2               | 0               | -                  | -                  | -                  | -           | -           | -           | 20     | 0      |
| 2009-2010            | Colonia              | BL                   | 12         | 0          | CG              | 2               | 0               | -                  | -                  | -                  | -           | -           | -           | 14     | 0      |
| Totale Colonia       | Totale Colonia       | Totale Colonia       | 30         | 0          |                 | 4               | 0               |                    | -                  | -                  |             | -           | -           | 34     | 0      |
| gen.-giu. 2011       | Sapins               | D1                   | ?          | ?          | CG              | ?               | ?               | -                  | -                  | -                  | -           | -           | -           | ?      | ?      |
| 2011-mar. 2012       | Sapins               | D1                   | ?          | ?          | CG              | ?               | ?               | -                  | -                  | -                  | -           | -           | -           | ?      | ?      |
| Totale Sapins        | Totale Sapins        | Totale Sapins        | 17         | 0          |                 | ?               | ?               |                    | -                  | -                  |             | -           | -           | 17+    | 0+     |
| 2012                 | Canon Yaoundé        | PL                   | ?          | ?          | CC              | ?               | ?               | -                  | -                  | -                  | -           | -           | -           | ?      | ?      |
| 2013                 | Canon Yaoundé        | PL                   | ?          | ?          | CC              | ?               | ?               | -                  | -                  | -                  | -           | -           | -           | ?      | ?      |
| Totale Canon Yaoundé | Totale Canon Yaoundé | Totale Canon Yaoundé | 76         | 18         |                 | ?               | ?               |                    | ?                  | ?                  |             | -           | -           | 76+    | 18+    |
| 2014                 | UMS de Loum          | PL                   | 0          | 0          | CC              | ?               | ?               | -                  | -                  | -                  | -           | -           | -           | 0+     | 0+     |
| 2014-2015            | Chambly              | CN                   | 21         | 0          | CF              | 0               | 0               | -                  | -                  | -                  | -           | -           | -           | 21     | 0      |
| 2015-2016            | Roye-Noyon           | DH                   | 18         | 2          | -               | -               | -               | -                  | -                  | -                  | -           | -           | -           | 18     | 2      |
| Totale carriera      | Totale carriera      | Totale carriera      | 340        | 32         |                 | 27+             | 0+              |                    | 21+                | 0+                 |             | 0           | 0           | 388+   | 32+    |

### Cronologia presenze e reti in nazionale
| Cronologia completa delle presenze e delle reti in nazionale ― Camerun | Cronologia completa delle presenze e delle reti in nazionale ― Camerun | Cronologia completa delle presenze e delle reti in nazionale ― Camerun | Cronologia completa delle presenze e delle reti in nazionale ― Camerun | Cronologia completa delle presenze e delle reti in nazionale ― Camerun | Cronologia completa delle presenze e delle reti in nazionale ― Camerun | Cronologia completa delle presenze e delle reti in nazionale ― Camerun | Cronologia completa delle presenze e delle reti in nazionale ― Camerun |
| Data                                                                   | Città                                                                  | In casa                                                                | Risultato                                                              | Ospiti                                                                 | Competizione                                                           | Reti                                                                   | Note                                                                   |
| ---------------------------------------------------------------------- | ---------------------------------------------------------------------- | ---------------------------------------------------------------------- | ---------------------------------------------------------------------- | ---------------------------------------------------------------------- | ---------------------------------------------------------------------- | ---------------------------------------------------------------------- | ---------------------------------------------------------------------- |
| 4-6-1995                                                               | Yaoundé                                                                | Camerun                                                                | 4 – 1                                                                  | Lesotho                                                                | Qual. Coppa d'Africa 1996                                              | -                                                                      |                                                                        |
| 16-7-1995                                                              | Blantyre                                                               | Malawi                                                                 | 1 – 3                                                                  | Camerun                                                                | Qual. Coppa d'Africa 1996                                              | -                                                                      | 66’                                                                    |
| 26-11-1995                                                             | Libreville                                                             | Gabon                                                                  | 1 – 2                                                                  | Camerun                                                                | Amichevole                                                             | -                                                                      | Ingresso                                                               |
| 28-11-1995                                                             | Libreville                                                             | Algeria                                                                | 4 – 0                                                                  | Camerun                                                                | Amichevole                                                             | -                                                                      | 33’                                                                    |
| 30-11-1995                                                             | Libreville                                                             | Costa d'Avorio                                                         | 2 – 1                                                                  | Camerun                                                                | Amichevole                                                             | -                                                                      | 46’                                                                    |
| 2-12-1995                                                              | Libreville                                                             | Gabon                                                                  | 0 – 0                                                                  | Camerun                                                                | Amichevole                                                             | -                                                                      |                                                                        |
| 24-12-1995                                                             | Yaoundé                                                                | Camerun                                                                | 1 – 0                                                                  | Liberia                                                                | Amichevole                                                             | -                                                                      | Uscita                                                                 |
| 13-1-1996                                                              | Johannesburg                                                           | Sudafrica                                                              | 3 – 0                                                                  | Camerun                                                                | Coppa d'Africa 1996 - 1º turno                                         | -                                                                      | 38’                                                                    |
| 6-10-1996                                                              | Libreville                                                             | Gabon                                                                  | 0 – 0                                                                  | Camerun                                                                | Qual. Coppa d'Africa 1998                                              | -                                                                      |                                                                        |
| 10-11-1996                                                             | Lomé                                                                   | Togo                                                                   | 2 – 4                                                                  | Camerun                                                                | Qual. Mondiali 1998                                                    | -                                                                      |                                                                        |
| 13-11-1996                                                             | Curitiba                                                               | Brasile                                                                | 2 – 0                                                                  | Camerun                                                                | Amichevole                                                             | -                                                                      | 32’                                                                    |
| 12-1-1997                                                              | Yaoundé                                                                | Camerun                                                                | 0 – 0                                                                  | Angola                                                                 | Qual. Mondiali 1998                                                    | -                                                                      | 84’                                                                    |
| 26-1-1997                                                              | Yaoundé                                                                | Camerun                                                                | 4 – 0                                                                  | Namibia                                                                | Qual. Coppa d'Africa 1998                                              | -                                                                      |                                                                        |
| 22-2-1997                                                              | Nairobi                                                                | Kenya                                                                  | 0 – 0                                                                  | Camerun                                                                | Qual. Coppa d'Africa 1998                                              | -                                                                      |                                                                        |
| 6-4-1997                                                               | Douala                                                                 | Camerun                                                                | 1 – 0                                                                  | Zimbabwe                                                               | Qual. Mondiali 1998                                                    | -                                                                      |                                                                        |
| 27-4-1997                                                              | Douala                                                                 | Camerun                                                                | 2 – 0                                                                  | Togo                                                                   | Qual. Mondiali 1998                                                    | -                                                                      |                                                                        |
| 8-6-1997                                                               | Luanda                                                                 | Angola                                                                 | 1 – 1                                                                  | Camerun                                                                | Qual. Mondiali 1998                                                    | -                                                                      |                                                                        |
| 12-7-1997                                                              | Windhoek                                                               | Namibia                                                                | 0 – 1                                                                  | Camerun                                                                | Qual. Coppa d'Africa 1998                                              | -                                                                      |                                                                        |
| 27-7-1997                                                              | Douala                                                                 | Camerun                                                                | 1 – 1                                                                  | Kenya                                                                  | Qual. Mondiali 1998                                                    | -                                                                      |                                                                        |
| 17-8-1997                                                              | Harare                                                                 | Zimbabwe                                                               | 1 – 2                                                                  | Camerun                                                                | Qual. Mondiali 1998                                                    | -                                                                      |                                                                        |
| 15-11-1997                                                             | Liverpool                                                              | Inghilterra                                                            | 2 – 0                                                                  | Camerun                                                                | Amichevole                                                             | -                                                                      |                                                                        |
| 28-1-1998                                                              | Garoua                                                                 | Camerun                                                                | 1 – 0                                                                  | Angola                                                                 | Amichevole                                                             | -                                                                      |                                                                        |
| 1-2-1998                                                               | Bouaké                                                                 | Costa d'Avorio                                                         | 1 – 0                                                                  | Camerun                                                                | Amichevole                                                             | -                                                                      | Uscita                                                                 |
| 7-2-1998                                                               | Ouagadougou                                                            | Camerun                                                                | 1 – 0                                                                  | Burkina Faso                                                           | Coppa d'Africa 1998 - 1º turno                                         | -                                                                      | 21’                                                                    |
| 11-2-1998                                                              | Ouagadougou                                                            | Guinea                                                                 | 2 – 2                                                                  | Camerun                                                                | Coppa d'Africa 1998 - 1º turno                                         | 1                                                                      |                                                                        |
| 15-2-1998                                                              | Ouagadougou                                                            | Camerun                                                                | 2 – 1                                                                  | Algeria                                                                | Coppa d'Africa 1998 - 1º turno                                         | -                                                                      |                                                                        |
| 20-2-1998                                                              | Bobo-Dioulasso                                                         | RD del Congo                                                           | 1 – 0                                                                  | Camerun                                                                | Coppa d'Africa 1998 - Quarti di finale                                 | -                                                                      |                                                                        |
| 27-5-1998                                                              | Arnhem                                                                 | Paesi Bassi                                                            | 0 – 0                                                                  | Camerun                                                                | Amichevole                                                             | -                                                                      | 45’                                                                    |
| 5-6-1998                                                               | Copenaghen                                                             | Danimarca                                                              | 1 – 2                                                                  | Camerun                                                                | Amichevole                                                             | -                                                                      |                                                                        |
| 11-6-1998                                                              | Tolosa                                                                 | Camerun                                                                | 1 – 1                                                                  | Austria                                                                | Mondiali 1998 - 1º turno                                               | -                                                                      |                                                                        |
| 17-6-1998                                                              | Montpellier                                                            | Italia                                                                 | 3 – 0                                                                  | Camerun                                                                | Mondiali 1998 - 1º turno                                               | -                                                                      | 6’                                                                     |
| 23-6-1998                                                              | Nantes                                                                 | Cile                                                                   | 1 – 1                                                                  | Camerun                                                                | Mondiali 1998 - 1º turno                                               | -                                                                      |                                                                        |
| 4-10-1998                                                              | Douala                                                                 | Camerun                                                                | 1 – 3                                                                  | Ghana                                                                  | Qual. Coppa d'Africa 2000                                              | -                                                                      |                                                                        |
| 22-1-2000                                                              | Accra                                                                  | Ghana                                                                  | 1 – 1                                                                  | Camerun                                                                | Coppa d'Africa 2000 - 1º turno                                         | -                                                                      | Ammonizione                                                            |
| 28-1-2000                                                              | Accra                                                                  | Camerun                                                                | 3 – 0                                                                  | Costa d'Avorio                                                         | Coppa d'Africa 2000 - 1º turno                                         | -                                                                      |                                                                        |
| 10-2-2000                                                              | Bamako                                                                 | Tunisia                                                                | 0 – 3 dts (2 – 3 dtr)                                                  | Camerun                                                                | Coppa d'Africa 2000 - Semifinale                                       | -                                                                      | 46’                                                                    |
| 13-2-2000                                                              | Lagos                                                                  | Nigeria                                                                | 2 – 2 dts (3 – 4 dtr)                                                  | Camerun                                                                | Coppa d'Africa 2000 - Finale                                           | -                                                                      | Ammonizione                                                            |
| 19-4-2000                                                              | Yaoundé                                                                | Camerun                                                                | 3 – 0                                                                  | Somalia                                                                | Qual. Mondiali 2002                                                    | -                                                                      |                                                                        |
| 9-7-2000                                                               | Yaoundé                                                                | Camerun                                                                | 3 – 0                                                                  | Angola                                                                 | Qual. Mondiali 2002                                                    | -                                                                      | 70’                                                                    |
| 4-10-2000                                                              | Saint-Denis                                                            | Francia                                                                | 1 – 1                                                                  | Camerun                                                                | Amichevole                                                             | -                                                                      | 66’                                                                    |
| 22-4-2001                                                              | Yaoundé                                                                | Camerun                                                                | 1 – 0                                                                  | Libia                                                                  | Qual. Mondiali 2002                                                    | -                                                                      |                                                                        |
| 31-5-2001                                                              | Ibaraki                                                                | Brasile                                                                | 2 – 0                                                                  | Camerun                                                                | Conf. Cup 2001 - 1º turno                                              | -                                                                      |                                                                        |
| 2-6-2001                                                               | Niigata                                                                | Giappone                                                               | 2 – 0                                                                  | Camerun                                                                | Conf. Cup 2001 - 1º turno                                              | -                                                                      | 76’                                                                    |
| 4-6-2001                                                               | Niigata                                                                | Camerun                                                                | 2 – 0                                                                  | Canada                                                                 | Conf. Cup 2001 - 1º turno                                              | -                                                                      | 70’                                                                    |
| 14-11-2001                                                             | Poznań                                                                 | Polonia                                                                | 0 – 0                                                                  | Camerun                                                                | Amichevole                                                             | -                                                                      |                                                                        |
| 7-1-2002                                                               | Ouagadougou                                                            | Burkina Faso                                                           | 1 – 3                                                                  | Camerun                                                                | Amichevole                                                             | -                                                                      |                                                                        |
| 20-1-2002                                                              | Sikasso                                                                | Camerun                                                                | 1 – 0                                                                  | RD del Congo                                                           | Coppa d'Africa 2002 - 1º turno                                         | -                                                                      | 60’                                                                    |
| 25-1-2002                                                              | Sikasso                                                                | Camerun                                                                | 1 – 0                                                                  | Costa d'Avorio                                                         | Coppa d'Africa 2002 - 1º turno                                         | -                                                                      |                                                                        |
| 4-2-2002                                                               | Sikasso                                                                | Egitto                                                                 | 0 – 1                                                                  | Camerun                                                                | Coppa d'Africa 2002 - Quarti di finale                                 | -                                                                      |                                                                        |
| 7-2-2002                                                               | Bamako                                                                 | Camerun                                                                | 3 – 0                                                                  | Mali                                                                   | Coppa d'Africa 2002 - Semifinale                                       | -                                                                      |                                                                        |
| 10-2-2002                                                              | Bamako                                                                 | Senegal                                                                | 0 – 0 dts (2 – 3 dtr)                                                  | Camerun                                                                | Coppa d'Africa 2002 - Finale                                           | -                                                                      |                                                                        |
| 27-3-2002                                                              | Buenos Aires                                                           | Argentina                                                              | 2 – 2                                                                  | Camerun                                                                | Amichevole                                                             | -                                                                      |                                                                        |
| 17-5-2002                                                              | Copenaghen                                                             | Danimarca                                                              | 2 – 1                                                                  | Camerun                                                                | Amichevole                                                             | -                                                                      |                                                                        |
| 26-5-2002                                                              | Kōbe                                                                   | Camerun                                                                | 2 – 2                                                                  | Inghilterra                                                            | Amichevole                                                             | -                                                                      | 61’                                                                    |
| 1-6-2002                                                               | Niigata                                                                | Camerun                                                                | 1 – 1                                                                  | Irlanda                                                                | Mondiali 2002 - 1º turno                                               | -                                                                      |                                                                        |
| 6-6-2002                                                               | Saitama                                                                | Arabia Saudita                                                         | 0 – 1                                                                  | Camerun                                                                | Mondiali 2002 - 1º turno                                               | -                                                                      | 10’ 84’                                                                |
| 11-6-2002                                                              | Shizuoka                                                               | Germania                                                               | 2 – 0                                                                  | Camerun                                                                | Mondiali 2002 - 1º turno                                               | -                                                                      |                                                                        |
| 11-2-2003                                                              | Châteauroux                                                            | Costa d'Avorio                                                         | 3 – 0                                                                  | Camerun                                                                | Amichevole                                                             | -                                                                      | 72’                                                                    |
| 27-3-2003                                                              | Tunisi                                                                 | Madagascar                                                             | 0 – 2                                                                  | Camerun                                                                | Amichevole                                                             | -                                                                      | Ingresso                                                               |
| 30-3-2003                                                              | Tunisi                                                                 | Tunisia                                                                | 1 – 0                                                                  | Camerun                                                                | Amichevole                                                             | -                                                                      |                                                                        |
| 6-6-2004                                                               | Yaoundé                                                                | Camerun                                                                | 2 – 1                                                                  | Benin                                                                  | Qual. Mondiali 2006                                                    | -                                                                      |                                                                        |
| 18-6-2004                                                              | Misurata                                                               | Libia                                                                  | 0 – 0                                                                  | Camerun                                                                | Qual. Mondiali 2006                                                    | -                                                                      |                                                                        |
| 4-6-2005                                                               | Cotonou                                                                | Benin                                                                  | 1 – 4                                                                  | Camerun                                                                | Qual. Mondiali 2006                                                    | -                                                                      |                                                                        |
| 19-6-2005                                                              | Yaoundé                                                                | Camerun                                                                | 1 – 0                                                                  | Libia                                                                  | Qual. Mondiali 2006                                                    | -                                                                      |                                                                        |
| 4-9-2005                                                               | Abidjan                                                                | Costa d'Avorio                                                         | 2 – 3                                                                  | Camerun                                                                | Qual. Mondiali 2006                                                    | -                                                                      | 77’                                                                    |
| 8-10-2005                                                              | Yaoundé                                                                | Camerun                                                                | 1 – 1                                                                  | Egitto                                                                 | Qual. Mondiali 2006                                                    | -                                                                      |                                                                        |
| 7-6-2009                                                               | Yaoundé                                                                | Camerun                                                                | 0 – 0                                                                  | Marocco                                                                | Qual. Mondiali 2010                                                    | -                                                                      |                                                                        |
| 13-6-2009                                                              | Abidjan                                                                | Costa d'Avorio                                                         | 2 – 1                                                                  | Camerun                                                                | Amichevole                                                             | -                                                                      |                                                                        |
| 14-10-2012                                                             | Yaoundé                                                                | Camerun                                                                | 2 – 1                                                                  | Capo Verde                                                             | Qual. Coppa d'Africa 2013                                              | -                                                                      |                                                                        |
| 6-2-2013                                                               | Dar es Salaam                                                          | Tanzania                                                               | 1 – 0                                                                  | Camerun                                                                | Amichevole                                                             | -                                                                      |                                                                        |
| Totale                                                                 |                                                                        | Presenze                                                               | 70                                                                     |                                                                        | Reti                                                                   | 1                                                                      |                                                                        |

| Cronologia completa delle presenze e delle reti in nazionale ― Camerun under 20 | Cronologia completa delle presenze e delle reti in nazionale ― Camerun under 20 | Cronologia completa delle presenze e delle reti in nazionale ― Camerun under 20 | Cronologia completa delle presenze e delle reti in nazionale ― Camerun under 20 | Cronologia completa delle presenze e delle reti in nazionale ― Camerun under 20 | Cronologia completa delle presenze e delle reti in nazionale ― Camerun under 20 | Cronologia completa delle presenze e delle reti in nazionale ― Camerun under 20 | Cronologia completa delle presenze e delle reti in nazionale ― Camerun under 20 |
| Data                                                                            | Città                                                                           | In casa                                                                         | Risultato                                                                       | Ospiti                                                                          | Competizione                                                                    | Reti                                                                            | Note                                                                            |
| ------------------------------------------------------------------------------- | ------------------------------------------------------------------------------- | ------------------------------------------------------------------------------- | ------------------------------------------------------------------------------- | ------------------------------------------------------------------------------- | ------------------------------------------------------------------------------- | ------------------------------------------------------------------------------- | ------------------------------------------------------------------------------- |
| 14-4-1995                                                                       | Doha                                                                            | Camerun under 20                                                                | 1 – 1                                                                           | Germania under 20                                                               | Mondiali Under-20 1995 - 1º turno                                               | -                                                                               |                                                                                 |
| 16-4-1995                                                                       | Doha                                                                            | Australia under 20                                                              | 2 – 3                                                                           | Camerun under 20                                                                | Mondiali Under-20 1995 - 1º turno                                               | -                                                                               | 90’                                                                             |
| 20-4-1995                                                                       | Doha                                                                            | Costa Rica under 20                                                             | 1 – 3                                                                           | Camerun under 20                                                                | Mondiali Under-20 1995 - 1º turno                                               | -                                                                               |                                                                                 |
| 23-4-1995                                                                       | Doha                                                                            | Camerun under 20                                                                | 0 – 2                                                                           | Argentina under 20                                                              | Mondiali Under-20 1995 - Quarti di finale                                       | -                                                                               |                                                                                 |
| Totale                                                                          |                                                                                 | Presenze                                                                        | 4                                                                               |                                                                                 | Reti                                                                            | 0                                                                               |                                                                                 |

## Palmarès

### Club
- Coppa Italia: 2

Vicenza: 1996-1997
Inter: 2005-2006
- Supercoppa italiana: 1

Inter: 2005
- Campionato italiano: 1

Inter: 2005-2006
- Coppa di Lega tedesca: 1

Werder Brema: 2006

### Nazionale
- Coppa d'Africa: 2

Ghana-Nigeria 2000, Mali 2002
- Oro olimpico: 1

Sydney 2000